# 川崎庸之
川崎 庸之（かわさき つねゆき、1908年1月16日 - 1996年11月3日）は、日本の歴史学者、東京大学名誉教授、和光大学名誉教授。

## 経歴
1908年東京生まれ。第一高等学校を卒業し、東京帝国大学文学部国史学科に進んで、辻善之助に師事した。1930年に卒業。
1936年に東京帝国大学史料編纂所に入り、1954年に教授昇進。1968年に東京大学を定年退官し、名誉教授となった。その後は和光大学教授として教鞭をとった。

## 研究内容・業績
仏教を中心とした古代史、日本思想史、日本文化史の研究を続けた。

## 著作
著書
- 『日本上代史』三笠書房(日本歴史全書)1940
- 『天武天皇』岩波新書 1952
  - 復刊 1978年
- 『記紀万葉の世界』御茶の水書房 1952

著作集
- 『川崎庸之歴史著作選集』(全3巻) 東京大学出版会 1982

1. 1巻『記紀万葉の世界』
2. 2巻『日本仏教の展開』
3. 3巻『平安の文化と歴史』

### 共編著
- 『人物日本史』毎日新聞社(毎日ライブラリー) 1950
- 『日本歴史の女性 卑弥呼から宮本百合子まで』佐山済共編、御茶の水書房 1952
- 『総合世界歴史事典』井上幸治・野原四郎共編、時事通信社 1954
- 『日本文化史辞典』森末義彰・和歌森太郎共編、朝倉書店 1962
- 『空海』(日本思想大系 5) 校注・解説[3]、岩波書店 1975
  - 別シリーズ所収『空海』(原典日本仏教の思想 3) 岩波書店 1991
- 『日本文化史』奈良本辰也共編、有斐閣新書 1977
- 『現代語訳 往生要集』(日本の名著 4) 源信著、責任編集、秋山虔・土田直鎮共訳、中央公論社 1972
  - 文庫化 講談社学術文庫 2018